# ポンティ
ポンティ（伊: Ponti）は、イタリア共和国ピエモンテ州アレッサンドリア県にある、人口約600人の基礎自治体（コムーネ）。

## 地理

### 位置・広がり
| 隣接するコムーネは以下の通り。括弧内のATはアスティ県所属を示す。 - ビスターニョ - カステッレット・デッロ - デーニチェ - モナステーロ・ボルミダ (AT) - モンテキアーロ・ダックイ - セッサーメ (AT) |

### 地震分類
イタリアの地震リスク階級 (it) では、3 に分類される
。